# Waldemar Kreutzberger
Waldemar Kreutzberger (* 24. Juni 1930 in Walldorf) ist ein ehemaliger deutscher Politiker und Funktionär der DDR-Blockpartei National-Demokratische Partei Deutschlands (NDPD).
Kreutzberger ist der Sohn eines Angestellten und schlug nach der Schule eine Ausbildung zum Kraftfahrzeugschlosser und später zum Kraftfahrzeugmeister ein. Er wurde Vorsitzender der PGH „Motor“ in Meiningen. Er trat der 1948 in der Sowjetischen Besatzungszone neugegründeten NDPD bei. Bei den Wahlen zur Volkskammer war Kreutzberger Kandidat der Nationalen Front der DDR. Von 1971 bis 1990 war er Mitglied der NDPD-Fraktion in der Volkskammer der DDR.